# Gagyapáti
Gagyapáti là một thị trấn thuộc hạt Borsod-Abaúj-Zemplén, Hungary. Thị trấn này có diện tích 3,26 km², dân số năm 2010 là 19 người, mật độ 6 người/km².